# Orá
Orá (grec moderne : Ορά) est un village de Chypre de plus de 206 habitants, situé dans le district de Lárnaca.